# Guaillullo
Guaillullo o Huayuyo o Waillullo fue un militar quechua y servidor del inca Atahualpa. 
En 1535, en Tupiza, entregó a los emisarios de Diego de Almagro el tributo inca recolectado en Chile, que según la tradición, habría ascendido a 1.400 libras de oro.
- Datos: Q5887047